# Gili (mentalist)
Gili is de artiestennaam van Lieven Gheysen (Kortrijk, 17 oktober 1962), een Vlaams komiek, illusionist en mentalist.

## Biografie
Gili studeerde ergotherapie. Als kind was hij al geïnteresseerd in goochelen en magie. In 1991 besloot hij zich volledig te richten op een carrière als goochelaar en cabaretier. In 1994 stapte hij het podium op als deel van de voorstelling Revue van De Nieuwe Snaar. Hierna ging Gili solo verder met eigen voorstellingen. 
In 1998 speelde Gili een gastrol als pokerspeler in de televisiereeks Wittekerke.
Vanaf 1999 speelde hij ook stand-upcomedy bij het collectief Bonjour Micro.
Gili haalde verscheidene malen de finale van Humo's Comedy Cup, meer bepaald in 2000, 2001 en 2005. En hij was halvefinalist van Cameretten 2005.
Daarnaast maakt hij met zijn alter ego Tony Chakra deel uit van de bonte bende van Bataclan, het reizende freakcircus van Cirq.
Van 1997 tot 2007 baatten Gili en zijn vrouw het café De Trukendoos in Stasegem uit. In 2007 verhuisden zij naar Gent.
In 2007 deed hij mee aan het VT4-programma Supertalent In Vlaanderen. Hij lag daar in de tweede ronde uit.
In 2010 had hij een rubriek in De laatste show waar hij uit de doeken deed hoe waarzeggers en -sters mensen kunnen bedriegen. Hij zegt niet dat paranormaliteiten niet bestaan, maar dat hijzelf nog nooit één echt zesde zintuig heeft gezien of ervaren. Zo organiseerde hij in de zomer "Het Bal der Helderzienden". Er werden talloze flyers en uitnodigingen rondgestuurd zonder adres of datum, want alleen echte helderzienden waren welkom. Er daagde niemand op ...
Onder het motto "wie heeft het beste zesde zintuig, de winnaar van dat VTM-programma of hij die kan voorspellen wie gaat winnen?" voorspelde hij in het najaar feilloos de uitslag van dit programma.
In 2011 liet Gili zich voor zijn Halloween-show Gili Drijft Uit bijstaan door zijn assistent Ygor (het beulskaptypetje van comedian Filip Haeyaert).
In het voorjaar van 2012 presenteerde Gili op Eén het tv-programma ONmogelijk? waarin kandidaten de (on)mogelijkheid van bepaalde uitdagingen moesten inschatten.
Van 1 april tot 25 juni 2015 was Gili een wekelijkse tafelgast bij het Eén-programma Café Corsari. In de eerste aflevering liet Gili drie mediums door het Zuiderpershuis lopen, die allen onafhankelijk van elkaar in het gebouw een moord 'voelden'. In de uitzending onthulde Gili dat dagen voordat de mediums het gebouw betreden, er een fictief moordverhaal geplaatst was op de officiële website van het gebouw. Volgens Gili hadden de mediums waarschijnlijk aan hot reading gedaan.
Op 31 oktober 2015 was Gili curator van de eerste Nacht van de Magie in het Casino Kursaal in Oostende.
Gili toert met zijn theatershows in België, Nederland en Frankrijk. In 2019 trad hij op tijdens het theaterfestival in Avignon en in het Apollo Théâtre in Parijs met zijn Franstalige show Nous sommes tous des mentalistes.

## Voorstellingen
- De(s)illusie (1996)
- The Rockagili Comedy Sideshow (2001)
- Geboeid (2005)
- Gilicatessen (2007-2008)
- Gilicatessen XXL (2009)
- Iedereen Paranormaal (2009-...)
- Gili Drijft Uit (2011)
- CTRL (2014-2015)
- Charlatan (2017-)
- Raar, hè?! (2023-)